# Gollania benguetensis
Gollania benguetensis är en bladmossart som beskrevs av Brotherus 1926. Gollania benguetensis ingår i släktet Gollania och familjen Hypnaceae. Inga underarter finns listade i Catalogue of Life.